# Gaetano Moroni
Gaetano Moroni (Roma, 17 ottobre 1802 – Roma, 3 novembre 1883) è stato un bibliografo, dignitario pontificio, bibliofilo, poligrafo ed erudito italiano, autore del noto Dizionario di erudizione storico-ecclesiastica.

## Biografia
Nato in una modesta famiglia, dopo aver frequentato le scuole elementari presso i Fratelli delle Scuole Cristiane, poté continuare gli studi grazie all'aiuto dell'abate camaldolese di San Gregorio al Celio, Mauro, al secolo Bartolomeo Cappellari, il futuro papa Gregorio XVI. Dopo la nomina del Cappellari a cardinale (1825), Gaetano Moroni ne divenne il cameriere privato. L'interesse verso gli studi eruditi nacque dopo l'incarico affidatogli dal card. Cappellari, prefetto di Propaganda Fide, di redigere un Indice generale e ragionato dell'archivio di Propaganda. Iniziò in quell'occasione la compilazione di un Repertorio personale delle notizie apprese dalla lettura di libri e di documenti d'archivio. Moroni svolse anche la funzione di segretario in occasione delle elezioni di Pio VIII (1829) e dello stesso Gregorio XVI (1830); l'esperienza di conclavista venne esposta dal Moroni nel Giornale storico-politico-cerimoniale della sede vacante e il conclave per l'elezione di Pio VIII e Gregorio XVI rimasto tuttavia inedito.
Divenuto Primo Aiutante di camera di Sua Santità di Gregorio XVI, mostrò una straordinaria capacità di lavoro testimoniata dalle oltre centomila lettere scritte durante il pontificato di Gregorio XVI, oltre ai lavori storici ed eruditi redatti a cagione della carica. Bibliofilo, raccolse una ricca biblioteca arricchita fra l'altro della collezione delle incisioni romane di Giovanni Battista Piranesi in 21 volumi venduta dopo la morte del Moroni alla Georgetown Library.
Dopo la morte di Gregorio XVI (1846), Gaetano Moroni continuò la sua attività con papa Pio IX, che lo nominò secondo Aiutante di Camera. Si ritirò a vita privata nel 1849 dedicandosi agli studi e soprattutto al completamento della più vasta opera di erudizione ecclesiastica che sia stata mai ideata in Italia: i centotré volumi del Dizionario di erudizione storico-ecclesiastica (1840-1861) più i sei volumi dell'indice (1878-1879), pubblicata dalla Tipografia Emiliana di Venezia, a cui Moroni era legato dall'amicizia che era nata tra lui e l'editore Battaggia. L'opera, sebbene attualmente sia giudicata antiquata, costituisce ancor oggi una straordinaria miniera di dati altrimenti irreperibili. Il Dizionario venne portato a termine soprattutto dopo la morte di Gregorio XVI: l'opera è scritta interamente dal Moroni che, privo di collaboratori, vi dedicava ben sedici ore di lavoro al giorno. Per molti aspetti l'intensa attività di Gaetano Moroni ricorda quella di Francesco Cancellieri, di cui peraltro Moroni si professava allievo.
Sebbene abbia goduto della stima e dell'amicizia di ecclesiastici, studiosi ed eruditi, per esempio del cardinal Wiseman e Antonio Rosmini, come collaboratore di Gregorio XVI Gaetano Moroni fu spesso oggetto di pasquinate. Giuseppe Gioachino Belli dedicherà a Ghitanino numerosi sonetti rinfacciandogli le umili origini, l'aver aiutato da ragazzo il padre nell'attività di barbiere, e insinuando che i favori papali fossero stati ottenuti in realtà grazie alla moglie.
La città di Roma gli ha intitolato una via al Quartiere Nomentano (da non confondersi con il Vicolo Moroni in Trastevere). 
La sua vita, ricca di riconoscimenti e di onorificenze, fu profondamente turbata dalla morte prematura dell'unico figlio maschio a cui aveva dato il nome Gregorio in onore del pontefice.

## Opere
- Cenni cronologici sul sommo pontefice Gregorio XVI. Venezia, Tipografia Emiliana, 1837.
- Le cappelle pontificie cardinalizie e prelatizie. Venezia, Tipografia Emiliana, 1841.
- Dizionario di erudizione storico-ecclesiastica da San Pietro ai nostri giorni, specialmente intorno ai principali santi, beati, martiri, padri, ai sommi pontefici, cardinali e più celebri scrittori ecclesiastici, ai varii gradi della gerarchia della chiesa cattolica, alle città patriarcali, arcivescovili e vescovili, agli scismi, alle eresie, ai concilii, alle feste più solenni, ai riti, alle cerimonie sacre, alle cappelle papali, cardinalizie e prelatizie, agli ordini religiosi, militari, equestri ed ospitalieri, non che alla corte e curia romana ed alla famiglia pontificia, ec. ec. ec., compilato da Gaetano Moroni Romano primo aiutante di camera di Sua Santità. Venezia, Tipografia Emiliana, 1840-1879.
- Sanseverino: città vescovile dello Stato Pontificio. Venezia, Tipografia Emiliana, 1856.
- Risposta all'autore delle Notizie storiche della Chiesa di Verona intorno alla verità delle sacre reliquie de santi Fermo, Rustico, e Procolo, che conservansi nella chiesa cattedrale della città di Bergamo. Bergamo, per li Fratelli Rossi, 1849.
- Delle pontificie funzioni della settimana santa e del solenne pontificale di Pasqua, descrizione di Gaetano Moroni. Venezia, dalla Tipografia Emiliana, 1842.
- Le cappelle pontificie cardinalizie e prelatizie: opera storico-liturgica, di Gaetano Moroni romano, primo aiutante di camera di Sua Santità Gregorio XVI. Venezia, dalla Tipografia emiliana, 1841.
- Venezia e quanto appartiene alla sua storia politica e religiosa alle sue arti ed industrie a'suoi Dogi ed a'suoi Vescovi e Patriarchi voll.2. Venezia, Dalla Tipografia Emiliana, 1859